# Ministérios do Brasil

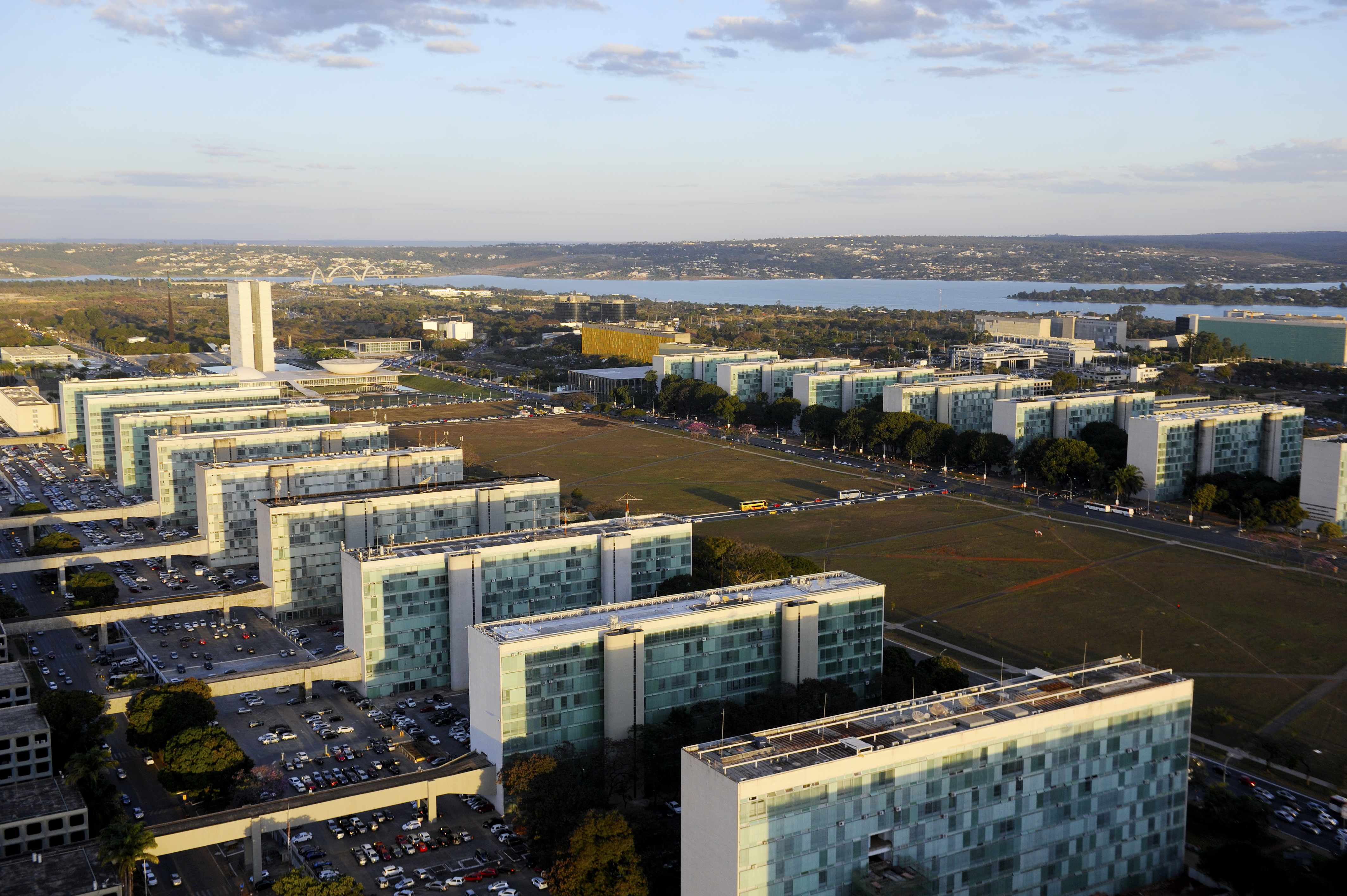
A Esplanada dos Ministérios concentra todas as sedes dos ministérios do Brasil, exceto as sedes das secretarias e órgãos com status de ministério.

Os ministérios do Brasil são órgãos do Poder Executivo federal brasileiro. Desde janeiro de 2025, são 38 pastas ministeriais, sendo 31 ministérios, três secretarias e quatro órgãos equivalentes a ministérios. Cada ministério é responsável por uma área específica e é liderado por um ministro ou ministro-chefe. O titular da pasta é escolhido pelo Presidente da República.

## Execução e diretrizes
Dentre os ministérios que compõem o Governo Federal, o mais antigo é o da Justiça (atualmente denominado Justiça e Segurança Pública), criado em 3 de julho de 1822, pelo Príncipe Regente D. Pedro, com nome de Secretaria de Estado de Negócios da Justiça.
Os ministros auxiliam o Presidente da República no exercício do Poder Executivo. O de Relações Exteriores, por exemplo, assessora na formulação e execução da política externa brasileira.
Os ministérios elaboram normas, acompanham e avaliam os programas federais, formulam e implementam as políticas para os setores que representam. São encarregados, ainda, de estabelecer estratégias, diretrizes e prioridades na aplicação dos recursos públicos.
Os ministérios devem possuir, no mínimo, gabinete do ministro, secretaria-executiva, exceto no Ministério da Defesa e no Ministério das Relações Exteriores, consultoria jurídica, ouvidoria e secretarias.

## Atuais ministérios e pastas
A tabela a seguir mostra a relação dos ministérios, seus orçamentos, seus titulares, respectivo partido político ao qual se afiliou e sua formação acadêmica. As pessoas listadas compõem o alto escalão da administração pública federal sob o terceiro governo de Luiz Inácio Lula da Silva: 
| Nº                                                                        | Ministério                                                     | Sigla     | Orçamento (2025) | Ministro(a)         | Ministro(a) | Ministro(a)  | Ministro(a) |
| Nº                                                                        | Ministério                                                     | Sigla     | Orçamento (2025) | Titular             | Titular | Partido      | Formação acadêmica |
| ------------------------------------------------------------------------- | -------------------------------------------------------------- | --------- | ---------------- | ------------------- | --- | ------------ | --- |
| 1                                                                         | Agricultura e Pecuária                                         | MAPA      | R$ 13 bilhões    | Carlos Fávaro       | | PSD          | Tecn., gestão pública. |
| 2                                                                         | Cidades                                                        | MCID      | R$ 18,9 bilhões  | Jader Filho         | | MDB          | Bel., administração; Mba |
| 3                                                                         | Ciência, Tecnologia e Inovação                                 | MCTI      | R$ 13,7 bilhões  | Luciana Santos      | | PCdoB        | Bel., engenharia elétrica |
| 4                                                                         | Comunicações                                                   | MCom      | R$ 2,13 bilhões  | Frederico Siqueira  | | Sem Partido  | Bel., engenharia civil |
| 5                                                                         | Cultura                                                        | MinC      | R$ 4,25 bilhões  | Margareth Menezes   | | Sem partido  | Sem graduação |
| 6                                                                         | Defesa                                                         | MD        | R$ 133 bilhões   | José Múcio          | | PRD          | Bel., engenharia civil |
| 7                                                                         | Desenvolvimento Agrário e Agricultura Familiar                 | MDA       | R$ 6,24 bilhões  | Paulo Teixeira      | | PT           | Bel., direito; Me., direito |
| 8                                                                         | Desenvolvimento e Assistência Social, Família e Combate à Fome | MDS       | R$ 288 bilhões   | Wellington Dias     | | PT           | Bel., letras-português; Esp., políticas públicas e governo                                                                            |
| 9                                                                         | Desenvolvimento, Indústria, Comércio e Serviços                | MDIC      | R$ 3,09 bilhões  | Geraldo Alckmin     | | PSB          | Bel., medicina; Esp., anestesiologia                                                                                                  |
| 10                                                                        | Direitos Humanos e Cidadania                                   | MDHC      | R$ 0,57 bilhão   | Macaé Evaristo      | | PT           | Bel., serviços públicos; Me., educação                                                                                                |
| 11                                                                        | Educação                                                       | MEC       | R$ 198 bilhões   | Camilo Santana      | | PT           | Bel., engenharia agrônoma; Me., desenvolvimento e meio ambiente                                                                       |
| 12                                                                        | Empreendedorismo, Microempresa e Empresa de Pequeno Porte      | MEMEPP    | R$ 270 milhões   | Márcio França       | | PSB          | Bel., direito |
| 13                                                                        | Esporte                                                        | MESP      | R$ 3,2 bilhões   | André Fufuca        | | PP           | Bel., medicina |
| 14                                                                        | Fazenda                                                        | MF        | R$ 27,2 bilhões  | Fernando Haddad     | | PT           | Bel., direito; Me., economia; Dr., filosofia                                                                                          |
| 15                                                                        | Gestão e Inovação em Serviços Públicos                         | MGI       | R$ 4,57 bilhões  | Esther Dweck        | | PT           | Bel., ciências econômicas; Dr., econômia                                                                                              |
| 16                                                                        | Igualdade Racial                                               | MIR       | R$ 218 milhões   | Anielle Franco      | | PT           | Bel., inglês e jornalismo; Bel., letras-inglês; Me., jornalismo; Me., relações étnicos-raciais                                        |
| 17                                                                        | Integração e Desenvolvimento Regional                          | MI        | R$ 10,1 bilhões  | Waldez Góes         | | PDT          | Tecn., agronomia |
| 18                                                                        | Justiça e Segurança Pública                                    | MJSP      | R$ 22,9 bilhões  | Ricardo Lewandowski | | Sem partido  | Bel., direito; Bel., sociologia e política; Me., relações internacionais; Me., direito; Dr., direito; Dr. H. C, direito; LD., direito |
| 19                                                                        | Meio Ambiente e Mudança do Clima                               | MMA       | R$ 4,23 bilhões  | Marina Silva        | | REDE         | Bel., história; Esp., psicanálise; Esp., psicopedagogia                                                                               |
| 20                                                                        | Minas e Energia                                                | MME       | R$ 9,56 bilhões  | Alexandre Silveira  | | PSD          | Bel., direito |
| 21                                                                        | Mulheres                                                       | MMULHERES | R$ 371 milhões   | Cida Gonçalves      | | PT           | Sem graduação |
| 22                                                                        | Pesca e Aquicultura                                            | MPESCA    | R$ 273 milhões   | André de Paula      | | PSD          | Bel., direito |
| 23                                                                        | Planejamento e Orçamento                                       | MPO       | R$ 3,69 bilhões  | Simone Tebet        | | MDB          | Bel., direito; Esp., ciência do direito; Me., direito                                                                                 |
| 24                                                                        | Portos e Aeroportos                                            | MPA       | R$ 4,5 bilhões   | Silvio Costa Filho  | | Republicanos | Bel., pedagogia |
| 25                                                                        | Povos Indígenas                                                | MPI       | R$ 1,29 bilhão   | Sônia Guajajara     | | PSOL         | Bel., enfermagem; Bel., letras; Esp., educação especial                                                                               |
| 26                                                                        | Previdência Social                                             | MPS       | R$ 1,04 trilhão  | Wolney Queiroz      | | PDT          | |
| 27                                                                        | Relações Exteriores                                            | MRE       | R$ 5,04 bilhões  | Mauro Vieira        | | Sem partido  | Bel., direito; Dr. H. C., letras |
| 28                                                                        | Saúde                                                          | MS        | R$ 247 bilhões   | Alexandre Padilha   | | PT           | Bel., medicina; Esp., infectologia |
| 29                                                                        | Trabalho e Emprego                                             | MTE       | R$ 123 bilhões   | Luiz Marinho        | | PT           | Bel., direito |
| 30                                                                        | Transportes                                                    | MT        | R$ 29,3 bilhões  | Renan Filho         | | MDB          | Bel., ciências econômicas; Esp., politicas públicas                                                                                   |
| 31                                                                        | Turismo                                                        | MTur      | R$ 3,17 bilhões  | Celso Sabino        | | UNIÃO        | Bel., administração; Bel., direito; Esp., controladoria, auditoria e gestão financeira; Dr., ciências jurídicas e sociais.            |
| Secretarias com status de ministério (ligadas à Presidência da República) |                                                                |           |                  |                     | |              | |
| 32                                                                        | Secretaria de Comunicação Social                               | Secom     |                  | Sidônio Palmeira    | | Sem partido  | Bel., engenharia |
| 33                                                                        | Secretaria-Geral                                               | SGPR      |                  | Márcio Macêdo       | 10.01.2023 - Ministro da Secretaria-Geral, Márcio Macedo (52651388264) (cropped)                                          | PT           | Bel., ciências biológicas; Me. desenvolvimento e meio ambiente                                                                        |
| 34                                                                        | Secretaria de Relações Institucionais                          | SRI       |                  | Gleisi Hoffmann     | | PT           | Bel., direito; Esp., administração financeira; Me. gestão de organizações públicas                                                    |
| Órgãos com status de ministério (ligados à Presidência da República)      |                                                                |           |                  |                     | |              | |
| 35                                                                        | Advocacia-Geral da União                                       | AGU       | R$ 4,64 bilhões  | Jorge Messias       | | Sem partido  | Bel., direito; Me., desenvolvimento, sociedade e cooperação internacional; Dr., desenvolvimento, sociedade e cooperação internacional |
| 36                                                                        | Casa Civil                                                     | CC        |                  | Rui Costa           | | PT           | Bel., economia |
| 37                                                                        | Controladoria-Geral da União                                   | CGU       | R$ 1,42 bilhão   | Vinícius Carvalho   | | Sem partido  | Bel., direito; Esp., direito concorrencial; Dr., direito; Dr., direito comparado                                                      |
| 38                                                                        | Gabinete de Segurança Institucional                            | GSI       |                  | Marcos Amaro        | 2019 Solenidade de Passagem do Comando Militar do Sudeste - General de Exército Marcos Antonio Amaro dos Santos (cropped) | Sem partido  | EsPCEx |